# 蒲生本町
蒲生本町（がもうほんちょう）は、埼玉県越谷市の町名。現行行政地名は蒲生本町のみ。丁番を持たない単独町名である。住居表示実施地区。郵便番号は343-0837。

## 地理
埼玉県の東部地域で、越谷市の南部に位置する。東武伊勢崎線蒲生駅東口からも近いため宅地化が進んでいる。

## 歴史
- 1967年（昭和42年）11月1日 - 大字蒲生の一部から蒲生本町が成立[5][6]。

## 世帯数と人口
2018年（平成30年）3月1日現在の世帯数と人口は以下の通りである。
| 町丁     | 世帯数  | 人口    |
| -------- | ------- | ------- |
| 蒲生本町 | 527世帯 | 1,165人 |

## 小・中学校の学区
市立小・中学校に通う場合、学区（校区）は以下の通りとなる。
| 番地 | 小学校                 | 中学校           |
| ---- | ---------------------- | ---------------- |
| 全域 | 越谷市立蒲生第二小学校 | 越谷市立南中学校 |

## 交通

### 道路
- 東京都道・埼玉県道49号足立越谷線（日光街道）
- 埼玉県道380号柿木町蒲生線

## 施設
- 真言宗智山派 清蔵院
- 菅原天神社
- 蒲生本町自治会館
- 蒲生本町ふれあい公園